# Морихеј Уешиба
Морихеј Уешиба (јап. 植芝盛平; Танабе, 14. децембар 1883 — Ивама, 26. април 1969) је био мајстор борилачких вештина.
Изразито ситан и малог раста, али се већ од десете године интересовао за борилачке вештине. У осамнаестој години отац, члан градске управе Танабе, шаље га у Токио да постане трговац. Тамо почиње учити Кито Рy Ју Јутсу код Токасабуро Токозаве, али после пар месеци се разболео од бери-бери, па је морао да се врати кући.
Болест га је подстакла да предузме нешто да физички ојача. Прво је пешачио а затим и трчао. Упорним физичким вежбањем, иако сићушан, са двадесет година био је много снажнији од знатно крупнијих вршњака. Али снага му је постајала терет и кренуо је у култивисање и оплемењивање те снаге. Није пропуштао прилику да учи борилачке вештине од учитеља пролазника кроз његово место, а често је путовао ако би чуо да у околини борави неко од искуснијих познавалаца тих вештина. Тако је већ 1901. у осамнаестој години живота добио диплому о успешно завршеној школи ђу-ђице код учитеља Токусабуро Тозаве из клана Кито. Две године касније, овладао је школом мачевања Јагју, под учитељем Масакацу Накаијем. Сам Уешиба зјављује да су на формирање основних ставова, кретања и рада руку у каснијим техникама које је он створио, пресудно утицала сазнања стечена управо у тој специфичној школи јапанског мачевања. Упознаје се потом са Јагyу Рyу Кен Јутсу код Масакатсу Накајеме, потомка чувене лозе Јагyу.

## Сазревање
У Руско-јапанском рату, мобилисан је и борио се у исцрпљујућим биткама у Манџурији, које су обиловале, чак и за његов утренирани организам, веома напорним маршевима. По повратку је био стациониран у Хамадери, где наставља учење код Накајеме, и стиче мајсторско звање у јулу 1908. После демобилизације вратио се у Танабе да као општински лидер помаже Кијоицхи Такеди, мајстору џудоа, трећи дан, и једно време тренира џудо.
Међутим, због последица рата имао је честе главобоље, па је морао да проведе пола године у болесничкој постељи. Ношен немирним духом, 1911. пријављује се као колониста и одлази на Хокаидо (најсеверније јапанско острво) где сусреће мајстора Сокаку Такеду из школе аики-ђуце Даито, једне од најстаријих у Јапану. Корени вештине су негде у 11. веку, у времену цара Сеиве за чијег се шестог принца Садазумија тврди да је био зачетник. Мајстор Даито Рyу Аики Ју Јутсу постао је у мају 1916. Уешиба позива учитеља Такеду у своју кућу, учећи од њега и служећи му пуне четири године (од 1912. до 1916), и добија диплому да је овладао свим тајнама те вештине. Многи захвати у техникама Аикидоа настали су на основу борбених техника те школе. Пред одлазак са Хокаида он оставља своје имање заједно са кућом учитељу Такеди.

## Потрага за оправдањем
Очева смрти 1918. га је дубоко потресла. Изазвала потребу за самоћом, размишљањем, за понирањем у суштину вечите загонетке – тајне живота и смрти. Повлачи се у планину и предаје интензивном духовном животу. Заинтересовао се за Омотокyо религију коју је проповедао Дегуцхи, затим се сели у Ајабе да би религију учио на извору, од самог Дегуцхија. Омотокјо религија је приповедала јединство са природом, општу љубав, мир, хуманост, идеје којима је Уешиба инклинирао, али ту их је нашао уобличене. Јер тражио је решење за јад који га је све више оптерећивао. Дубоко хуман, осећао је да нешто није у реду са наклоношћу према крајње нехумано оријентисаним вештинама којима се бавио са једне стране и његова природа која је тежила у складу са љубављу, доброчинством и стваралаштву за опште добро. Борилачке вештине које је научио биле су супротне племенитости, средство убијања и сакаћења, усмерене ка нескладу, не хуманости и деструкцији. Како није желио да напусти борилачке вештине трагао је за решењем конфликта настављајући усавршавање. Септембра 1922. стекао је звање мајстора Схинкаге Рyу Ју Јутсу, а учио је и Јари Јутсу када је, изненада, нашао излаз.

## Просветљење
Један морнарички официр, професор мачевања, дошао је 1925. тражећи да га Морихеј учи. Дошло је до неслагања око неке ситнице. Прерасло је у озбиљан сукоб. Официр је узео мач и напао Морихеа. Уешиба је ускладио кретање и официр га је промашио. За заустављање снажног промашеног ударца потребна је огромна снага. После више таквих промашаја официр је потпуно исцрпљен одустао од борбе. Видевши да је победио, а да није повредио нападача, чак ни дотакао, Уешиба је схватио да јаз између његове природе и животног опредељења не мора да постоји супротност, јер на прави начин конципирана борилачка вештина може да буде конструктивна и хумана. То је оно што је узалуд тражио у разним религијама (Будизам, Шинтоизам, Омотокјо ) и код разних других мајстора борилачких вештина. Тог тренутка схватио је следеће, према његовом казивању: Будо (борилачка вештина, борилачки систем, борилачки пут), није обарање противника својом снагом, нити је Будо вођење света у пропаст силом оружја. Прави Будо је доживљај духа универзума, чување мира у свету, исправно деловање, чување и култивисање свега што постоји у природи. Након сазнања о смислу борилачке вештине, Уешиби није било тешко да из огромног фонда техника којима је располагао издвоји оне које се уклапају у тај смисао, а да на бази других, у основном облику етички неприхватљивим створи нове које одговарају концепцији. Сам Уешиба означује 1925. годину као преломну. Полазећи од основне претпоставке “Борба је љубав” пред њим је стајао мукотрпан посао оплемењивања крволочних техника којима су га научили и стварање квалитетне нове вештине која ће бити отелотворење тог принципа.

## Ширење Аикидоа
Може рећи да је 1925. аикидо комплетно идејно и технички конципиран. Једино је недостајао адекватан назив, који је усвојен тек 1942. Уешиба се са породицом сели у Токио 1927. за нову годину. Већ се за његову вештину сазнало у вишим круговима, па му принц Шимазу омогућава да у његовом билијарском салону отвори свој први доџо. Међу првим ученицима су се нашле кћери Шимазуа, адмирала Такесхите и грофа Јамамотоа.
- 1928. Обзиром на све већи интерес за нову вештину, Уешиба се сели у већи доџо. У то време почиње да тренира код њега и тадашњи студентски џудо шампион Иво Касхара, а зову га и за предавача на морнаричкој академији. Код њега и студенти глуме и играња учили су кретања.
- 1929. Уешиба се поново сели у већи доџо, али како и тај убрзо постаје претесан, онај део чланства који је био утицајан на политичком и финансијском пољу, успео је омогућити изградњу великог наменског доџа. Након пресељења посетио га је Јигоро Кано, (оснивач џудоа) са Нагаоком и још неким члановима Кодокана (централног института за џудо). Када је Кано видео Уешибу у акцији изјавио је: „То је мој идеал Будоа“, а касније је рекао: „Волео бих ангажовати Уешибу за мој Кодокан – Али он је велики учитељ, па је то немогуће. Зато бих волео послати неколико способних људи са наше стране да уче код Уешибе.“ Иако нису званично упућени од стране Кодокана, код Уешибе долази да тренира више носилаца високих звања у џудоу, а међу првима Нагаока, Минору Моцхизуки и Јиро Такеда.
- 1931. нови Дојо добија назив Кобукан. У то време је Уешиба већ имао око 40 ученика, међу којима је било доста носилаца високих звања за џудо или кендо. Нешто касније се укључује и Кењи Томики, Творац Госхин – јитсу кате у џудоу и шеф Аикидо секциј при Кодокану.
- 1931. Уешиба издаје књигу Будо Ренсху. Када је 13. новембра 1932. Будо Сен Јокаи (Асоцијација за унапређење Будо-а), Уешиба је изабран за њеног првог председника 1935. Направљен је филм о Аики Будо-у, што је једини предратни филм Уешибе.
- 1940. нова вештина стиче све већу популарност, 1941. подучава се на полицијској Академији. Исте године позван је да подучава у Манџурији, и постаје саветник борилачких вештина Шимбуден и Кенкоку универзитета. Кобукан остаје централни Доџо, отварају се нови и нови доџи, широм Јапана као огранци Централне организације. Велико интересовање доводи до реорганизације Кобукана, који мења име у Кобукаи и постаје фондација.

## Ембарго
Уласком Јапана у Други светски рат престаје са свим активностима. Велики број студената је позван у војску, тако да рад у Хомбу доџу постепено замире. Морихеј Уешиба са тим империјалистичким ратом није хтео имати везу па одлучује да се повуче из Токија на једно имање близу града Иваме, где се посвећује пољопривреди и коначном обликовању нове вештине. Даје јој име Аикидо. Њему су претходила “Аики-номичи” (пут ка Аикију), “Аики-ђу-ђицу” и “Аики будо”. На имању је подигао и храм посвећен Аикидоу, кућу и мали доџо у коме и данас велики број студената из свих крајева света увежбава не само технике Аикидоа, већ и покушава да осети дух којим одише цео тај простор, где се оформила једна до тада непозната будо дициплина. У у Ивами (Ибараки префектура), која је данас позната као Ибараки Доџо није подучавао никог осим својих ранијих ученика који су понекад долазили на консултације.

## Светски покрет
После рата су све борилачке вештине биле забрањене у Јапану, али већ 22. новембра 1945. године одржан је састанак на којем је донета одлука о реорганизовању аикидоа. Нова организација, почела је са радом 9. фебруара 1948. године и добила је назив АИКИКАИ. До почетка рада аикикаиа Уешиба није примао ученике, изузев Морихира Саитоа, којег је на упорно наваљивање примио 1946. да му помаже на фарми. Саито је тако упорно вежбао да је у року од две године већ био носилац 3 дана (после Морихејеве смрти храм у Ивами је наставио водити управо Саито. Уешибин син Киссхомару Уешиба постаје технички директор Аикикаи Федерације 1958. Америчка телевизија снимила је документарац – Randevouz vith Adventure 1960. Морихеј Уешиба прима медаљу части са пурпурном траком од Јапанске владе настављајући да подучава аикидо, све до своје смрти 26. априла 1969. године. До последњег дана он није престао са трагањем за новим облицима материјализације врхунских теоретских принципа на којима аикидо почива. Зато се и данас проучава као отворени систем са великим могућностима надоградње после доследног и темељног проучавања онога што је велики учитељ оставио у наслеђе не само својим непосредним ученицима и народу из којег је поникао, већ целом човечанству.